# Neonastes glabricollis
Neonastes glabricollis är en skalbaggsart som beskrevs av Macleay 1887. Neonastes glabricollis ingår i släktet Neonastes och familjen Dynastidae. Inga underarter finns listade i Catalogue of Life.